# نادي الجونة
نادي الجونة هو نادي كرة قدم مصري مقره الجونة في الغردقة في مصر. يلعب النادي حاليًا في الدوري المصري القسم الثاني، تأهل النادي للدوري المصري الممتاز في موسم 2009-2010 لأول مرة.

## سجل مشاركات الفريق
| 1     | 2      | ↑   | ↓   |
| البطل | الوصيف | صعد | هبط |

| سجل مشاركة الفريق محليًا منذ 2008 | سجل مشاركة الفريق محليًا منذ 2008 | سجل مشاركة الفريق محليًا منذ 2008 | سجل مشاركة الفريق محليًا منذ 2008 | سجل مشاركة الفريق محليًا منذ 2008 | سجل مشاركة الفريق محليًا منذ 2008 | سجل مشاركة الفريق محليًا منذ 2008 |
| موسم                             | الدوري                           | الدوري                           | كأس مصر                          | هداف الفريق في الدوري            | هداف الفريق في الدوري            | هداف الفريق في الدوري            |
| موسم                             | القسم                            | المركز                           | كأس مصر                          | اللاعب                           | عدد الأهداف                      | مصدر                             |
| -------------------------------- | -------------------------------- | -------------------------------- | -------------------------------- | -------------------------------- | -------------------------------- | -------------------------------- |
| 2008–2009                        | الدرجة الثانية                   | 1 ↑                              | دور الـ16                        |                                  |                                  |                                  |
| 2009–2010                        | الممتاز                          | 12                               | دور الـ16                        | أحمد عمران                       | 7                                | [ 2 ]                            |
| 2010–2011                        | الممتاز                          | 11                               | ربع النهائي                      | شريف أشرف                        | 6                                | [ 3 ]                            |
| 2011–2012                        | الممتاز                          | لم يستكمل                        | لم تُقم                           | مينيسو بوبا                      | 7                                | [ 4 ]                            |
| 2012–2013                        | الممتاز                          | لم يستكمل                        | دور الـ32                        | عرفة السيد                       | 3                                | [ 5 ]                            |
| 2013–2014                        | الممتاز                          | 9                                | دور الـ32                        | شريف أشرف                        | 5                                | [ 6 ]                            |
| 2014–2015                        | الممتاز                          | 16↓                              | دور الـ16                        | محمود سيد                        | 9                                | [ 7 ]                            |
| 2015–2016                        | الدرجة الثانية                   | 7                                | التمهيدى الخامس                  |                                  |                                  |                                  |
| 2016–2017                        | الدرجة الثانية                   | 3                                | دور الـ32                        |                                  |                                  |                                  |
| 2017–2018                        | الدرجة الثانية                   | 1 ↑                              | دور 16                           |                                  |                                  | [ 8 ]                            |
| 2018–2019                        | الممتاز                          | ال 15                            | دور ال32                         | أحمد ياسر ريان                   | 7                                | [ 9 ]                            |
| 2019–2020                        | الممتاز                          | ال 14                            | دور ال32                         | والتر بواليا                     | 13                               |                                  |
| 2020–2021                        | الممتاز                          | ال 12                            | دور ال16                         | عمر السعيد                       | 11                               |                                  |
| 2021–2022                        | الممتاز                          |                                  |                                  |                                  |                                  |                                  |

1. ↑  أقيم الموسم بنظام المجموعتين. حل الفريق خامسًا في المجموعة الأولى، ويعتبر الفريق في المركز التاسع بين جميع أندية الدوري بحسب النقاط التي حصل عليها.
2. ↑  أقيم الموسم بنظام الست مجموعات. حل الفريق رابعًا في المجموعة الأولى، ويعتبر الفريق في المركز السابع بين أندية المجوعتين الأولى والثانية (هما مجموعتا الصعيد وصعد نادي واحد منهما) بحسب النقاط التي حصل عليها.

### الدوري المصري
| م  | الفريق         | لعب | ف | ت  | خ  | أ.له | أ.ع | أ.ف | نقاط | التأهل أو الهبوط                      |
| -- | -------------- | --- | - | -- | -- | ---- | --- | --- | ---- | ------------------------------------- |
| 15 | غزل المحلة     | 34  | 7 | 15 | 12 | 26   | 37  | −11 | 36   |                                       |
| 16 | الجونة         | 34  | 9 | 9  | 16 | 33   | 46  | −13 | 36   | يهبط إلى الدوري المصري الدرجة الثانية |
| 17 | إيسترن كومباني | 34  | 7 | 12 | 15 | 33   | 56  | −23 | 33   | يهبط إلى الدوري المصري الدرجة الثانية |

## قائمة اللاعبين
أخر تحديث 9 نوفمبر 2021

ملاحظة: تشير الأعلام إلى المنتخب بحسب قواعد الأهلية المعتمدة من قبل الفيفا؛ تنطبق بعض الاستثناءات المحدودة. وقد يحمل اللاعبون أكثر من جنسية لا تعترف بها الفيفا.
| الرقم | البلد | المركز | اللاعب          |
| ----- | ----- | ------ | --------------- |
| 1     | مصر   | حارس   | محمود الغرباوي  |
| 2     | مصر   | حارس   | إسلام طارق      |
| 3     | مصر   | مدافع  | عمرو طارق       |
| 4     | مصر   | مدافع  | محمود الجزار    |
| 5     | مصر   | مدافع  | لؤي وائل        |
| 6     | مصر   | وسط    | محمد رزق لطفي   |
| 7     | مصر   | وسط    | محمود الشبراوي  |
| 8     | مصر   | وسط    | عمرو عبد الفتاح |
| 9     | مصر   | مهاجم  | خالد قمر        |
| 10    | مصر   | وسط    | إسلام رشدي      |
| 11    | مصر   | وسط    | كريم طارق       |
| 12    | مصر   | وسط    | احمد عامر       |
| 14    | مصر   | وسط    | نور السيد       |
| 15    | مصر   | وسط    | محمد عبد الجواد |
| 16    | مصر   | حارس   | عماد السيد      |

| الرقم | البلد   | المركز | اللاعب           |
| ----- | ------- | ------ | ---------------- |
| 17    | مصر     | وسط    | عمرو بركات       |
| 18    | مصر     | وسط    | إسلام عبد النعيم |
| 19    | مصر     | وسط    | ناصر ناصر        |
| 20    | أوغندا  | وسط    | ألان كيامبادي    |
| 21    | إثيوبيا | وسط    | شيمليس بيكيلى    |
| 22    | مصر     | وسط    | إسلام محارب      |
| 23    | مصر     | مدافع  | محمد نجيب        |
| 24    | مصر     | مدافع  | أحمد سالم صافي   |
| 31    | مصر     | مهاجم  | حسام غانم        |
|       | مصر     | حارس   | هيثم حسن         |
|       | مصر     | مدافع  | محمود عبد القادر |
|       | مصر     | مدافع  | أحمد أباظة       |
|       | مصر     | وسط    | فادي طلعت        |
|       | مصر     | وسط    | إسلام تامر       |

تحت السن

ملاحظة: تشير الأعلام إلى المنتخب بحسب قواعد الأهلية المعتمدة من قبل الفيفا؛ تنطبق بعض الاستثناءات المحدودة. وقد يحمل اللاعبون أكثر من جنسية لا تعترف بها الفيفا.
| الرقم | البلد | المركز | اللاعب       |
| ----- | ----- | ------ | ------------ |
| 33    | مصر   | مدافع  | زياد الجيوشي |
| 44    | مصر   | مدافع  | عبدو سامي    |
| 66    | مصر   | حارس   | كريم نبيل    |

## وصلات خارجية
- صفحة نادي الجونة على موقع ترانسيفر ماركت
- صفحة نادي الجونة على موقع كووورة
- صفحة نادي الجونة على موقع فيلجول
- الموقع الرسمي لنادي الجونة